# Hans Aichele
Hans Aichele   (Baden, 2 de novembre de 1911 - setembre 1946) va ser un pilot de bobsleigh suís que va competir durant la dècada de 1930.
El 1936 va prendre part en els Jocs Olímpics de Garmisch-Partenkirchen, on guanyà la medalla de plata en la prova de bobs a 4 del programa de bobsleigh. Va fer equip amb Reto Capadrutt, Fritz Feierabend i Hans Bütikofer.
En el seu palmarès també destaca una medalla de bronze al Campionat del Món de Bobsleigh de 1937.